# Nationaler Integrationsplan
Der Nationale Integrationsplan wurde von der Bundesregierung, den Bundesländern, den kommunalen Spitzenverbänden, zahlreichen Organisationen der Zivilgesellschaft, Medien, Wissenschaftlern und Migrantenorganisationen gemeinsam erstellt. Sein Ziel ist es, die integrationspolitischen Maßnahmen aller beteiligten Akteure auf der Grundlage gemeinsamer Analysen und Zielbestimmungen zu bündeln und somit Synergieeffekte für eine bessere Integration der in Deutschland lebenden Migranten zu erreichen. Hierzu haben sich alle Beteiligten auf insgesamt mehr als 400 Maßnahmen und Selbstverpflichtungen festgelegt.

## Entstehung
Auf dem ersten Integrationsgipfel am 14. Juli 2006, an dem auf Einladung der Bundeskanzlerin Angela Merkel Vertreter aller oben genannten Akteure teilnahmen, wurde beschlossen, einen Nationalen Integrationsplan zu erstellen. Es wurden Arbeitsgruppen eingerichtet, die sich unter Federführung jeweils eines Bundesministeriums bzw. eines Beauftragten der Bundesregierung mit den folgenden zehn Themenfeldern befassten (in Klammern: Federführung):
- Integrationskurse verbessern (Bundesministerium des Innern)
- Von Anfang an deutsche Sprache fördern (Bundesministerium für Familie, Senioren, Frauen und Jugend)
- Gute Bildung und Ausbildung sichern, Arbeitsmarktchancen erhöhen (Bundesministerium für Arbeit und Soziales)
- Lebenssituation von Frauen und Mädchen verbessern, Gleichberechtigung verwirklichen (Bundesministerium der Justiz)
- Integration vor Ort unterstützen (Bundesministerium für Verkehr, Bau und Stadtentwicklung)
- Kultur und Integration (Beauftragter der Bundesregierung für Kultur und Medien)
- Integration durch Sport – Potenziale nutzen, Angebote ausbauen, Vernetzung erweitern (Bundesministerium des Innern)
- Medien – Vielfalt nutzen (Beauftragte der Bundesregierung für Migration, Flüchtlinge und Integration)
- Integration durch bürgerschaftliches Engagement und gleichberechtigte Teilhabe stärken (Bundesministerium für Familie, Senioren, Frauen und Jugend)
- Wissenschaft – weltoffen (Bundesministerium für Bildung und Forschung)

In den Arbeitsgruppen wirkten etwa 380 Vertreter von Bund, Ländern, Kommunen, Wirtschaft und Gewerkschaften, Kirchen und Religionsgemeinschaften, Stiftungen, Sport, Medien, Wissenschaft und Kultur mit. Die Gesamtkoordination zur Erstellung des Nationalen Integrationsplanes lag bei der Beauftragten der Bundesregierung für Migration, Flüchtlinge und Integration.
Auf dem zweiten Integrationsgipfel am 12. Juli 2007 wurde der Nationale Integrationsplan von Bundeskanzlerin Angela Merkel vorgestellt. Zugleich wurde vereinbart, dass im Laufe des Jahres 2008 eine erste Zwischenbilanz zur Umsetzung gezogen wird. Diese wurde beim dritten Integrationsgipfel am 6. November 2008 in Form des Ersten Fortschrittsberichtes zum Nationalen Integrationsplan vorgelegt.

## Inhalt
Der Nationale Integrationsplan besteht aus vier Teilen:
- Erklärung des Bundes zum Nationalen Integrationsplan,
- Beitrag der Länder zum Nationalen Integrationsplan,
- Beitrag der Bundesvereinigung der kommunalen Spitzenverbände,
- Ergebnisse der Arbeitsgruppen.

In der Erklärung des Bundes legt die Bundesregierung die Leitlinien ihrer Integrationspolitik fest. Diese lauten:
Erfolgreiche Integrationspolitik
- heißt Dialog und enge Zusammenarbeit,
- weckt und nutzt Potenziale,
- sieht die Schlüsselrolle von Frauen mit Migrationshintergrund,
- baut auf eine aktive Bürgergesellschaft,
- gewinnt Kraft aus der Verantwortung und dem Engagement aller Beteiligten,
- ist Querschnittsaufgabe auf allen Ebenen,
- muss zielgerichtet erfolgen,
- orientiert sich an Fakten,
- muss sich an klaren Indikatoren messen lassen,
- gelingt auf sicherer finanzieller Grundlage.

Des Weiteren werden wesentliche Selbstverpflichtungen des Bundes zum Nationalen Integrationsplan in der Erklärung genannt. Diese werden im Teil „Ergebnisse der Arbeitsgruppen“ erneut aufgegriffen und differenziert beschrieben.
Mit dem „Beitrag der Länder“, der durch Beschluss der Ministerpräsidentenkonferenz vom 14. Juni 2007 Verbindlichkeit erlangt, definieren die 16 Bundesländer gemeinsame integrationspolitische Leitlinien und verpflichten sich zu einem koordinierten Vorgehen bei ihren integrationspolitischen Maßnahmen. Der größte Teil der Selbstverpflichtungen der Länder betrifft die Bereiche frühe Sprachförderung und Schule.
Die kommunalen Spitzenverbände geben ihren Mitgliedskommunen in ihrem Beitrag Empfehlungen zur Verbesserung der Integration vor Ort. Hierzu gehört, Integration als Querschnittsaufgabe in der Kommune zu verankern, die kommunale Verwaltung interkulturell zu öffnen und integrationspolitische Maßnahmen regelmäßig zu evaluieren.
In den Ergebnissen der Arbeitsgruppen sind alle 400 Selbstverpflichtungen der staatlichen und nichtstaatlichen Akteure festgehalten.
Dem inhaltlichen Teil vorangestellt sind ein Vorwort der Bundeskanzlerin und eine Einleitung der Beauftragten der Bundesregierung für Migration, Flüchtlinge und Integration. In ihrem Vorwort weist Bundeskanzlerin Angela Merkel darauf hin, dass Integration eine Schlüsselaufgabe sei und dass es gelte, ein gemeinsames Verständnis von Integration zu entwickeln. Hierzu gehöre die Anerkennung der Rechtsordnung Deutschlands und der grundgesetzlich geschützten Werte sowie das Erlernen der deutschen Sprache. Die Integrationsbeauftragte Maria Böhmer erklärt in ihrer Einleitung, Integration könne als gesamtgesellschaftliche Aufgabe nicht vom Staat allein gelöst werden, sondern nur durch die Übernahme von Verantwortung jeder und jedes Einzelnen.